# Dioxina

Estructura de la 2,3,7,8-tetraclorodibenzo-p-dioxina (TCDD)

El nom dioxina, fa referència a una gran família de compostos orgànics halogenats relacionats entre ells per una estructura patró comuna (generalment un o dos anells aromàtics enllaçats amb àtoms de clor) i unes característiques funcionals molt similars.
Les dioxines més freqüents són dibenzofurans policlorats (PCDFs) i dibenzodioxines policlorades (PCDDs). Aquests compostos són bioacumulatius en humans i en els animals, a causa de les seues propietats lipofiliques, i són productes teratogens, mutagens i se sospita que cancerosos en humans. Recentment, s'han trobat impureses de dibenzofurans i dibenzodioxines polibromats en retardants de flama bromats, com ara els difenilèters polibromats.

## Origen
Si bé hi ha indicis que aquestes molècules poden ser produïdes en algunes activitats naturals com els incendis forestals o les erupcions volcàniques, els nivells alarmants de dioxines al medi tenen el seu origen en alguns processos industrials. En la indústria les dioxines són produïdes per la combustió de matèria orgànica en presència de petites quantitats de clor. Alguns dels processos que més en produeixen són:
- La fabricació de plaguicides organoclorats.
- La fabricació de pasta de paper.
- La incineració de residus.[3]
- Ús de combustibles fòssils.

## Exposició
Tot i que la quantitat de dioxines produïdes per aquests processos és realment baixa, les característiques fisico-químiques d'aquests contaminants els converteixen en perillosos fins i tot a baixos nivells d'emissió.
- Per una banda, són molècules molt poc reactives. Aquest fet dificulta -sovint impedeix- tant la seva degradació per part dels bacteris del sòl (com succeeix amb tants altres tòxics), com la seva metabolització per part del nostre organisme (el fetge és capaç de metabolitzar i inactivar una enorme quantitat de tòxics que ingerim diàriament).

- D'altra banda, són extremadament solubles en lípids. És a dir, en comptes de tenir afinitat per l'aigua i els dissolvents aquosos, la tenen pels greixos i olis. Aquesta característica fa que s'acumulin a les zones greixoses dels animals, en comptes de ser eliminats per l'orina (essencialment aquosa).

El resultat d'aquestes dues característiques es pot exemplificar molt bé amb el cas d'un peix que viu en unes aigües amb quantitats molt petites de dioxines. El peix filtra aigua vint-i-quatre hores al dia i, de totes les molècules de dioxina que passen pel seu organisme, un percentatge proper al cent per cent són acumulades al seu teixit adipós (greix). Quan un organisme superior com nosaltres ingerim aquest peix incorporem també al nostre teixit adipós (greix) un percentatge proper al cent per cent de totes les dioxines que contenia el peix.
- A tot això cal afegir, finalment, una elevada volatilitat, que facilita la seva dispersió a través de l'aire, permetent l'aparició de dioxines a racons del planeta que queden lluny de les zones de producció industrial. Tant és així, que s'han trobat petites quantitats d'aquests contaminants en indrets tan insòlits com els cercles polars.

## Toxicitat i efectes nocius
El congènere més tòxic és la 2,3,7,8-tetraclorodibenzo-p-dioxina (TCDD), a la qual s'ha assignat un factor d'equivalència tòxica igual a la unitat, respecte al qual es refereix la toxicitat de la resta de compostos. Als disset congèneres més tòxics se’ls ha assignat un factor d'equivalència tòxica relatiu a la TCDD. L'Agència Internacional de Recerca sobre el Càncer (IARC) classifica la TCDD dins del grup 1, és a dir com carcinogen per als humans. Pot tenir efectes sobre el cor, fetge, pell, glàndula tiroides, sistema immunitari, entre d'altres.
La toxicitat global de les dioxines s'expressa en valors d'equivalència tòxica (TEQ), que es calcula amb el sumatori de multiplicar el factor d'equivalència tòxica (TEF) de cada congènere (TEFi,j) per la seva concentració
en la mescla (Ci,j), segons la fórmula següent:
TEQ = Σ (TEFiPCDD · CiPCDD + TEFjPCDF · CjPCDF)
Tot i que encara s'estan duent a terme moltes recerques al respecte, el que es coneix amb seguretat és que la seva intoxicació aguda és summament improbable i difícil; caldrien quantitats enormes d'aquestes molècules per donar lloc a una intoxicació aguda. D'altra banda, existeix una toxicitat a llarg termini. Si bé aquest tipus d'intoxicació és més silenciosa i passa sovint desapercebuda, a la llarga pot esdevenir fins i tot més perillosa que la primera. Aquestes són algunes de les accions que se'ls han descrit a llarg termini:
- Cancerígenes. Mitjançant la unió a una molècula del nostre propi organisme afavoreixen l'aparició de càncers.[1]
- Immunodepressores. A través d'un mecanisme molecular no del tot definit, però semblant a l'anterior disminueixen l'activitat del nostre sistema immunitari.[1]
- Disrupció endocrina. També mitjançada per la unió a una molècula endògena, però aquest cop el resultat és una desviació dels equilibris hormonals que pot portar —a la llarga— a una disminució de la fertilitat.[1]

## Incidents de Contaminació
Actualment, la majoria dels països duen a terme anàlisis per detectar les dioxines als aliments, cosa que ha servit per minimitzar l'impacte d'aquests compostos en els éssers humans. N'hi ha hagut alguns d'aquests incidents que han sigut força importants:
- El 2008, a Irlanda, es van detectar en mostres de carn de porc i productes porcins fins a dues-centes vegades més dioxines que el límit establert. Es van haver de retirar moltes tones d'aquests productes a causa de la contaminació. Va ser una de les majors retirades de mercat per la contaminació química.

- El 2007, la Comissió Europea va detectar altes concentracions de dioxines en un additiu alimentari, la goma guar. Aquest additiu es fa servir per espessir carns, productes làctics i plats precuinats. Els lots contaminats contenien restes d'un plaguicida anomenat pentaclorofenol i provenien del'Índia.

- El 1999 es van detectar altes concentracions de dioxines en aviram i ous procedents de Bèlgica.[6] L'origen de la contaminació es devia a pinsos contaminats per oli industrial que contenia PCB i havia estat eliminat de forma il·legal.

- El 1998 se'n van detectar en llet venuda a Alemanya, la contaminació era deguda a polpa de cítrics importada del Brasil que s'utilitzava com a pinso. Després d'aquest succés es va prohibir la importació de polpa de cítrics del Brasil a la Unió Europea.

- El 1997 als Estats Units d'Amèrica es van detectar pollastres i ous contaminats a causa de la utilització d'una argila, anomenada bentonita, en la fabricació de pinsos. Després d'una investigació es va suposar que les dioxines causants d'aquest succés podia ser d'origen natural.

- El 1976, milers d'habitants de Seveso, Itàlia, van ser exposats a TCDD després de l'alliberament accidental de diversos quilograms d'un tanc de pressió d'una fàbrica de productes químics.[7] Van morir un elevat nombre d'animals, i es van mesurar concentracions altes de TCDD, de fins a 56,000 pg/g de greix, van ser anotades especialment en nens. Els efectes aguts es van limitar a prop de 200 casos de cloracne. Els efectes a llarg termini semblen incloure un lleu excés de mieloma múltiple i leucèmia mieloide, així com alguns efectes sobre el desenvolupament tals com la interrupció en el desenvolupament de les dents i un excés de filles de pares que van ser exposats com a nens (efectes hormonals). Així mateix, s'estan estudiant els possibles efectes en els fills de les persones exposades.

## Prevenció i control
La prevenció o reducció de l'exposició humana a les dioxines s'ha de realitzar amb un control estricte dels processos industrials que siguin possibles focus de formació d'aquests contaminants. La incineració adequada del material contaminat és el millor mètode per prevenir i controlar l'exposició a les dioxines. Aquest procés necessita temperatures superiors als 850 °C o fins i tot els 1000 °C o més.
El risc més alt d'exposició humana a les dioxines procedeix dels aliments, principalment la carn, els productes làctics, el peix i el marisc. Per tant, la protecció dels aliments és fonamental. S'han de prendre mesures per reduir l'emissió de dioxines a la font d'origen, però també és necessari evitar la contaminació secundària dels aliments. Així doncs, per tal de prevenir aquest risc són essencials bons controls i pràctiques durant tot el procés per on passen els aliments, des de la font primària fins al consumidor.